# Live at the Forum (Miracle Workers)
Live at the Forum è un album dal vivo della band statunitense dei Miracle Workers, registrato al Forum Enger in Germania. Documenta in parte l'attività live della band, che rispetto ai lavori in studio risulta più energica.

## Formazione
- Gerry Mohr - voce
- Matt Rogers - chitarra
- Robert Butler - basso
- Gene Trautmann - batteria

## Tracce
1. Evil Woman, Don't You Play Your Games With Me – 3:17
2. She Came to Stay – 3:09
3. Patron Saint – 4:07
4. Ninety-Nine – 2:18
5. Slow Death – 4:20
6. You Got Your Head on Backwards – 2:49
7. Memory Lane – 3:32
8. Already Gone – 2:55
9. That Ain't Me – 1:52
10. No Fun – 4:17
11. Rock and Roll Revolution in the Streets, Part 2 – 4:02